# Ostra śmiertelna katatonia
Ostra śmiertelna katatonia, katatonia złośliwa (ang. lethal catatonia, malignant catatonia, pernicious catatonia) – zespół chorobowy o nieznanej etiologii, zaliczany do organicznych zaburzeń katatonicznych. Ostra złośliwa katatonia może wystąpić w przebiegu chorób psychicznych i somatycznych. Na obraz kliniczny składają się zespół katatoniczny (początkowo zwykle hiperkinetyczny, potem hipokinetyczny aż do zupełnej akinezji), zaburzenia świadomości, hipertermia i dysregulacja autonomicznego układu nerwowego. Złośliwa katatonia jest stanem zagrożenia życia, nieleczona prowadzi do niewydolności wielonarządowej i zgonu. Leczeniem z wyboru są elektrowstrząsy.
Uważa się, że w patogenezie ostrej śmiertelnej katatonii najważniejszą rolę odgrywa zmniejszenie stężenia dopaminy w jądrach podstawnych.
Jako pierwsze cytowane są opisy Calmeila (1832) i Staudera (1934).